# Garmisch-Partenkirchen
Garmisch-Partenkirchen (phát âm tiếng Đức: [ˈɡaʁmɪʃ paʁtn̩ˈkɪʁçn̩] ⓘ; tiếng Bayern: Garmasch-Partakurch) là một đô thị ở huyện Garmisch-Partenkirchen, bang Bavaria, miền nam nước Đức. Gần đó là ngọn núi cao nhất nước Đức, Zugspitze, ở độ cao 2.962 mét (9.718 ft) trên mực nước biển.